# Vandelainville
Vandelainville település Franciaországban, Meurthe-et-Moselle megyében. Lakosainak száma 142 fő (2022. január 1.). Vandelainville Gorze, Bayonville-sur-Mad és Onville községekkel határos.

## Népesség
A település népessége az elmúlt években az alábbi módon változott:
| Lakosok száma | 138  | 169  | 152  | 148  | 142  | 136  | 140  | 139  | 139  | 142  |
|               | 1968 | 1982 | 1999 | 2006 | 2011 | 2015 | 2017 | 2018 | 2020 | 2022 |